# São Paulo (bang)
São Pauloⓘ (phát âm tiếng Bồ Đào Nha: [sɐ̃w ˈpawlu] ⓘ) là một bang ở Brasil. Đây là trung tâm kinh tế và công nghiệp của Brasil. Bang này có diện tích 248.223 km2 và dân số ước tính 46.649.132 người (2021). Bang này được đặt tên theo Thánh Paulo. Bang São Paulo có dân số lớn nhất, khu công nghiệp lớn nhất và sản xuất lớn nhất của Brasil. Thủ phủ bang này là thành phố São Paulo, là thành phố đông dân nhất ở Nam Mỹ. Ẩm thực và văn hóa là những thế mạnh của thành phố này, biệt danh là "vùng đất mưa phùn". Barretos đón khách hàng năm vào dịp Festa do Peão de Boiadeiro. Petar, Lagamar và Brotas là các điểm đến nổi tiếng đối với những người ưa thích mạo hiểm và du lịch sinh thái. Còn Campos do Jordão là điểm đến phố biến vào mùa Đông.